# Cộng hòa Dân chủ Đức
Cộng hòa Dân chủ Đức (CHDC Đức hay CHDCĐ; tiếng Đức: Deutsche Demokratische Republik - DDR), thường được gọi là Đông Đức dựa trên việc nước này quản lý phần lãnh thổ phía Đông của Đức (để phân biệt với Tây Đức phụ trách phần lãnh thổ phía Tây), là một quốc gia được hình thành từ vùng chiếm đóng nước Đức của Liên Xô và tồn tại từ năm 1949 đến năm 1990 theo định hướng xã hội chủ nghĩa (XHCN) và chủ nghĩa Marx-Lenin. Cộng hòa Dân chủ Đức được thành lập tại vùng quản lý của Quân đội Xô viết ở Đức vào ngày 7 tháng 10 năm 1949. Đông Berlin là thủ đô của Cộng hòa Dân chủ Đức, giáp với thành phố tự trị Tây Berlin của Tây Đức.
Lãnh thổ của Cộng hòa Dân chủ Đức là các bang Mecklenburg-Vorpommern, Brandenburg, Saxony-Anhalt, Thuringia, Saxony và Đông Berlin ngày nay.
Thành lập từ năm 1949, tuy nhiên, đến năm 1955, Đông Đức mới tuyên bố đầy đủ quyền tự trị như một thể chế nhà nước. Dầu vậy, quân đội Liên Xô vẫn đóng trên lãnh thổ nước này theo Hội nghị Potsdam giữa bốn cường quốc chiến thắng trong Chiến tranh thế giới thứ hai là Hoa Kỳ, Anh, Pháp và Liên Xô. Vì quân đội khối NATO còn hiện diện tại Tây Đức và Tây Berlin, Đông Đức và Berlin trở thành tâm điểm của Chiến tranh Lạnh. Đông Đức là thành viên Hiệp ước Warszawa, Khối phía Đông, Hội đồng Tương trợ Kinh tế và đồng thời là đồng minh thân cận của Liên Xô.
Sau gần nửa thế kỷ theo đuổi XHCN, khi sắp sáp nhập vào Tây Đức, ở thời điểm năm 1989, GDP của Đông Đức đạt 159,5 tỷ USD (thời giá 1989) so với 945,7 tỷ USD của Tây Đức, trong khi dân số Đông Đức bằng khoảng 1/4 so với Tây Đức (16 triệu so với 63 triệu), tức là tính theo thu nhập bình quân đầu người thì Đông Đức bằng khoảng 64% so với Tây Đức (9.679 USD so với 15.300 USD, thời giá 1989). Tiếp theo là sự sụp đổ của Bức tường Berlin ngày 9 tháng 11 năm 1989, Đảng Xã hội chủ nghĩa Thống nhất Đức mất đi đa số ủng hộ của người dân trong Quốc hội tại cuộc bầu cử ngày 18 tháng 3 năm 1990. Ngày 23 tháng 8 cùng năm, Quốc hội Đông Đức quyết định rằng lãnh thổ quốc gia này sẽ được đặt dưới hệ thống pháp luật của Cộng hòa Liên bang Đức kể từ ngày 3 tháng 10 năm 1990. Cộng hòa Dân chủ Đức chính thức chấm dứt sự tồn tại.

## Tên gọi
Tên chính thức của Đông Đức là Cộng hòa Dân chủ Đức (Deutsche Demokratische Republik), thường được viết tắt là DDR. Cả hai thuật ngữ này đều được sử dụng ở Đông Đức, với việc sử dụng dạng viết tắt ngày càng tăng, đặc biệt là khi Đông Đức coi người Tây Đức và người Tây Berlin là người nước ngoài sau khi ban hành Hiến pháp Đông Đức vào năm 1968 và từ bỏ việc tái thống nhất đất nước thông qua lần sửa đổi hiến pháp 1974. Người Tây Đức, các phương tiện truyền thông và chính khách phương Tây ban đầu tránh tên chính thức và tên viết tắt của nó, thay vào đó sử dụng các thuật ngữ như Ostzone (Khối Đông), Khu vực chiếm đóng của Liên Xô (Sowjetische Besatzungszone viết tắt là SBZ) và sogenannte DDR.
Trung tâm quyền lực chính trị ở Đông Berlin được gọi là Pankow (trụ sở chỉ huy của lực lượng Liên Xô ở Đông Đức được gọi là Karlshorst). Theo thời gian, tuy nhiên, viết tắt DDR ngày càng được sử dụng phổ biến bởi người Tây Đức và truyền thông Tây Đức.
Thuật ngữ Westdeutschland (Tây Đức), khi được sử dụng bởi người Tây Đức, hầu như luôn là một tham chiếu đến khu vực địa lý của Tây Đức và không liên quan đến khu vực trong ranh giới của Cộng hòa Liên bang của Đức. Tuy nhiên, việc sử dụng này không phải lúc nào cũng nhất quán; ví dụ, người Tây Berlin thường sử dụng thuật ngữ Westdeutschland để biểu thị Cộng hòa Liên bang. Trước chiến tranh thế giới thứ hai, Ostdeutschland (Đông Đức) đã được sử dụng để mô tả tất cả các vùng lãnh thổ phía đông của Elbe (Đông Elbia), như được phản ánh trong các tác phẩm của nhà xã hội học Max Weber và nhà lý luận chính trị Carl Schmitt.

## Lịch sử
Trước khi Thế chiến II kết thúc, vùng sau này sẽ được gọi là Đông Đức trên thực tế nằm ở trung tâm nhà nước Đức và vì thế được gọi là "Mitteldeutschland" (Trung hay Trung Đức). Ở phía đông của các con sông Oder và Neisse là các tỉnh Phổ rộng lớn: Pomerania, Đông Phổ, Tây Phổ, Thượng Silesia và Hạ Silesia, và phía đông Neumark của Brandenburg. Trong Thế chiến II, các lãnh đạo Đồng Minh quyết định tại Hội nghị Yalta rằng biên giới Ba Lan thời hậu chiến sẽ được di chuyển về hướng tây đến giới tuyến Oder-Neisse, và "Trung Đức" cũ khi đó trên thực tế là giới hạn phía đông của nước Đức.

### Các phác thảo vùng thời hậu chiến

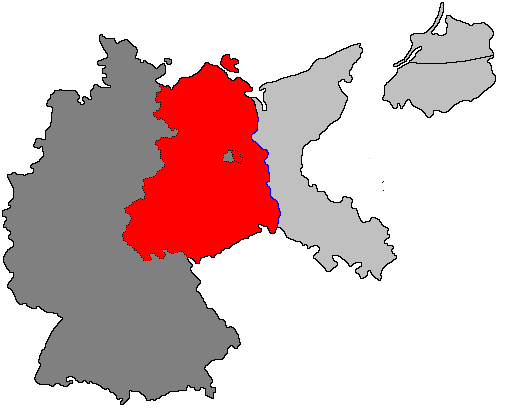
Tại Hội nghị Potsdam Đồng minh trên thực tế sáp nhập các tỉnh và các vùng của Đức phía đông giới tuyến Oder-Neisse.

Những cuộc thảo luận tại Yalta và Potsdam cũng vạch ra kế hoạch chiếm đóng và quản lý nước Đức thời hậu chiến dưới một Hội đồng Kiểm soát Đồng Minh, hay ACC, của bốn cường quốc gồm Hoa Kỳ, Anh, Pháp và Liên bang Xô viết. Tại Hội nghị Potsdam mùa hè năm 1945, sau khi chiến sự tại châu Âu chấm dứt, Pháp, Anh Quốc, Hoa Kỳ và Liên Xô quyết định chia Đức thành bốn vùng chiếm đóng. Mỗi nước kiểm soát một phần của Đức cho tới khi chủ quyền của Đức được khôi phục.
Các bang Mecklenburg-Vorpommern, Brandenburg, Saxony, Saxony-Anhalt, Thuringia, thuộc Vùng Liên Xô tại Đức (trong tiếng Đức: Sowjetische Besatzungszone, hay SBZ). Những phản đối của Liên Xô với những thay đổi về kinh tế chính trị tại các vùng chiếm đóng phía tây (Hoa Kỳ, Anh và Pháp) dẫn tới việc nước này rút khỏi ACC năm 1948 và sau đó SBZ phát triển thành Đông Đức, gồm cả khu vực Berlin do Liên Xô chiếm đóng. Đồng thời các vùng chiếm đóng phía tây được củng cố để hình thành nên Tây Đức (hay Cộng hoà Liên bang Đức, FRG).
Chính thức, cả các Đồng minh phương Tây và những người cộng sản đều cam kết duy trì một nước Đức thống nhất sau cuộc chiến tại Hội nghị Potsdam năm 1945, ít nhất trên giấy tờ. Bản Ghi chú Stalin năm 1952 đề xuất thống nhất nước Đức và sự rút lui của siêu cường khỏi Trung Âu, nhưng Hoa Kỳ và đồng minh của mình từ chối. Stalin chết đầu năm 1953. Dù chính trị gia nhiều quyền lực của Liên Xô Lavrenty Beria trong một thời gian ngắn có theo đuổi ý tưởng thống nhất nước Đức sau cái chết của Stalin, ông đã bị bắt và tước bỏ quyền lực sau một vụ đảo chính hồi giữa năm 1953. Người kế nhiệm ông, Nikita Khrushchyov, bác bỏ hoàn toàn ý tưởng bàn giao đông Đức để rồi bị sáp nhập, đánh dấu sự chấm dứt của bất kỳ một sự xem xét nghiêm túc nào với ý tưởng thống nhất cho tới khi Cộng hòa Dân chủ Đức tổ chức trưng cầu sáp nhập nước Đức vào cuối năm 1989.
Khi nước Đức bị phân chia sau chiến tranh, Berlin, thủ đô cũ của Đức, bị chia thành bốn khu vực. Đông Đức và phần còn lại của Khối Đông Âu coi Đông Berlin là thủ đô của Đông Đức, dù về mặt pháp lý điều này bị tranh cãi bởi các Đồng Minh phương Tây bởi toàn bộ thành phố về chính thức bị coi là một lãnh thổ chiếm đóng bị quản lý bởi thiết quân luật thông qua Hội đồng Kiểm soát Đồng Minh. Trên thực tế, Hội đồng Kiểm soát Đồng Minh nhanh chóng trở nên bất hoà khi cuộc Chiến tranh Lạnh trở nên căng thẳng, và chính phủ Đông Đức bỏ qua những giới hạn kỹ thuật của luật pháp về việc Đông Berlin sẽ liên kết thế nào với Cộng hoà Dân chủ Đức.
Xung đột về vị thế của Tây Berlin dẫn tới cuộc Phong toả Berlin, khi chính phủ Xô viết cấm quá cảnh đường bộ giữa các vùng phía tây của Đức và Tây Berlin, dẫn tới cuộc Không vận Berlin trên quy mô lớn.

### Phân chia quốc gia

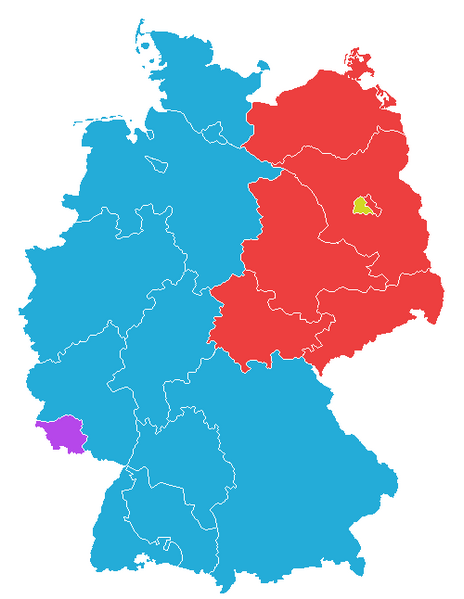
Ba bang của Đức và Berlin bị chia cắt cuối năm 1949. Cộng hoà Liên bang Đức (Tây Đức) gồm các vùng chiếm đóng của Hoa Kỳ, Anh, Pháp (trừ Saarland). Cộng hoà Dân chủ Đức (Đông Đức) được thành lập từ Vùng Liên Xô.

Ở cuối cuộc chiến, chính quyền Xô viết dùng vũ lực thống nhất các thành viên của Đảng Cộng sản Đức và Đảng Dân chủ Xã hội thành Đảng Thống nhất Xã hội chủ nghĩa (SED), đảng này giành chiến thắng trong cuộc bầu cử năm 1946 với sự hỗ trợ của áp lực Xô viết và sự tuyên truyền về tính tàn bạo của Phát xít. Toàn bộ tài sản và ngành công nghiệp được quốc hữu hoá, và Cộng hoà Dân chủ Đức được tuyên bố thành lập ngày 7 tháng 10 năm 1949, với một hiến pháp mới đề cao chủ nghĩa xã hội và trao cho SED quyền lực tuyệt đối bên trên Mặt trận Quốc gia và những đảng chính trị khác, với "các danh sách thống nhất" được SED đưa ra để đảm bảo sự kiểm soát của họ. Lãnh đạo đầu tiên của Đông Đức là Wilhelm Pieck, Tổng thống đầu tiên (và duy nhất) của Cộng hoà Dân chủ Đức. Tuy nhiên, sau năm 1950 quyền lực thực sự nằm trong tay Walter Ulbricht, thư ký thứ nhất của SED cầm quyền.
Cho tới năm 1952, Cộng hoà Dân chủ Đức gồm các bang Mecklenburg-Vorpommern, Brandenburg, Saxony-Anhalt, Thuringia, Saxony và thủ đô Đông Berlin. Các khu vực hành chính này gần như tương ứng với các bang (Länder) và tỉnh (Provinzen) thời trước chiến tranh trong khu vực Đông Đức do Liên bang Xô viết quản lý theo các điều khoản của Hội nghị Potsdam hậu chiến. Hai phần nhỏ còn sót lại của các bang đã bị Ba Lan sáp nhập sau cuộc chiến (Pomerania và Hạ Silesia) vẫn thuộc Cộng hoà Dân chủ Đức và được nhập vào cách lãnh thổ bên cạnh. Trong cuộc cải cách hành chính năm 1952, các bang bị xoá bỏ và được thay thế bởi 14 quận nhỏ hơn. Các quận được đặt tên theo thủ phủ của chúng: Rostock, Neubrandenburg, Schwerin, Potsdam, Frankfurt (Oder), Magdeburg, Cottbus, Halle, Leipzig, Erfurt, Dresden, Karl-Marx-Stadt (đã được đặt tên Chemnitz cho tới năm 1953 và lại là tên này từ năm 1990), Gera, và Suhl. Đông Berlin được công nhận là một quận năm 1961.
Sự bồi thường chiến tranh cho Xô viết, được lấy toàn bộ từ vùng chiếm đóng phía đông, gây một hậu quả nghiêm trọng trên nền kinh tế Đông Đức. Trong những giai đoạn chiếm đóng đầu tiên (đặc biệt năm 1945 và 1946), Hồng quân chiếm khoảng một phần ba trang thiết bị công nghiệp từ Đông Đức và chuyển về Liên Xô, với một khoản bồi thường $10 tỷ nữa đầu thập kỷ 1950 dưới hình thức các sản phẩm nông nghiệp và công nghiệp. Sự phát triển ngày càng nhanh của kinh tế Tây Đức đã khiến một số lớn người Đông Đức bỏ chạy sang phía tây. Từ thập niên những năm 50, người Đông Đức đã rời vùng Xô viết để di cư sang phía tây. Cuộc di cư diễn ra càng làm kinh tế Đông Đức trì trệ. Biên giới giữa hai nhà nước Đức đã gần như bị đóng cửa hoàn toàn hồi giữa thập niên 1950 (xem Biên giới nội bộ Đức). Vì viễn cảnh kiếm được lương cao hơn ở phía tây, nhiều công nhân lành nghề (như bác sĩ) đã bỏ sang phía tây, gây ra một cuộc 'chảy máu chất xám' ở phía đông. Tuy nhiên, buổi tối ngày 13 tháng 8 năm 1961, quân đội Đông Đức đã ngăn biên giới giữa Đông và Tây Berlin và bắt đầu xây dựng Bức tường Berlin, ngăn cách hoàn toàn Đông với Tây Berlin. Việc đi lại bị giới hạn chặt chẽ. Bộ an ninh nhà nước (hay Stasi), một lực lượng an ninh có hiệu quả cao, giám sát cuộc sống của các công dân Đông Đức thông qua mạng lưới chỉ điểm, nhân viên khắp nơi của mình.
Ngày 16 tháng 6 năm 1953, sau một quota sản xuất tăng 10% công nhân xây dựng đại lộ mới ở Đông Berlin, Stalinallee (ngày nay được gọi là Karl-Marx-Allee), những cuộc tuần hành của các công nhân bất bình nổ ra ở Đông Berlin. Ngày hôm sau những cuộc biểu tình phản kháng lan khắp Đông Đức với hơn một triệu người đình công và biểu tình trong 700 cộng đồng. Lo sợ một cuộc bạo động, chính phủ yêu cầu quân đội chiếm đóng Xô viết trợ giúp và vào buổi sáng ngày 18 xe tăng cùng binh sĩ được triển khai trấn áp những người biểu tình. Nhưng bạo động vẫn nổ ra, làm khoảng năm mươi người chết và một làn sóng bắt giữ, bỏ tù lên tới hơn 10.000 người. Sự quá cảnh giữa Tây và Đông Berlin là khá tự do ở thời điểm ấy, có nghĩa rằng những người biểu tình và những hành động trấn áp biểu tình của Liên Xô đã được nhiều nhà quan sát phương Tây ghi nhận.
Năm 1971, Ulbricht bị buộc phải rời chức vụ lãnh đạo nhà nước dưới áp lực của Liên Xô và được thay thế bằng Erich Honecker. Ulbricht đã thử nghiệm một số cải cách, nhưng Honecker đã chặn lại và áp đặt một hiến pháp mới sử dụng từ "người Đức" một cách rất tiết kiệm và định nghĩa đất nước như một nền "cộng hoà của công nhân và nông dân." Dưới thời Honecker, Đông Đức dần được coi là thành viên có nền kinh tế phát triển nhất của Khối hiệp ước Warszawa.
Tới thập niên 1970, Tây Đức coi Đông Đức như một nhà nước trái pháp luật, và theo Học thuyết Hallstein từ chối các quan hệ ngoại giao với bất kỳ nước nào (ngoại trừ Liên bang Xô viết) công nhận Đông Đức là một quốc gia riêng biệt. Đầu thập niên 1970, Ostpolitik do Willy Brandt chỉ đạo tiến hành một hình thức công nhận song phương giữa Đông và Tây Đức. Hiệp ước Moscow (tháng 8 năm 1970), Hiệp ước Warsaw (tháng 12 năm 1970), Thoả thuận của Bốn Cường quốc về Berlin (tháng 9 năm 1971), Thoả thuận Quá cảnh (tháng 5 năm 1972), và Hiệp ước Căn bản (tháng 12 năm 1972) giúp bình thường hoá quan hệ giữa Đông và Tây Đức và dẫn tới việc cả hai nước Đức cùng gia nhập Liên hiệp quốc. Cộng hoà Dân chủ Đức là một thành viên Liên hiệp quốc từ năm 1972 cho tới khi chấm dứt tồn tại vào năm 1990.

### Ngoại giao thể thao
Sự cạnh tranh với phía Tây cũng được tiến hành cả trong lĩnh vực thể thao. Các vận động viên Đông Đức đã giành chiến thắng tại nhiều môn thi Olympic. Đáng chú ý nhất là trận bóng đá duy nhất giữa Đông và Tây Đức, tại vòng bảng 1974 World Cup. Dù Tây Đức là nước chủ nhà và cuối cùng giành chức vô địch, Đông Đức đã thắng Tây Đức với tỷ số 1-0.

### "Wende"
Năm 1989, sau sự giận dữ của công chúng về các kết quả của cuộc bầu cử chính quyền địa phương vào mùa xuân năm đó, mà bị cho là gian lận, nhiều công dân xin visa đi ra nước ngoài, hay rời bỏ đất nước một cách bất hợp pháp. Tháng 8 năm 1989 Hungary bãi bỏ các hạn chế biên giới của họ và mở cửa biên giới và hơn 13.000 người đã rời bỏ Đông Đức bằng cách đi qua biên giới "xanh" qua Tiệp Khắc vào Hungary và sau đó vào Áo và Tây Đức. Nhiều người khác biểu tình chống lại đảng cầm quyền, đặc biệt tại thành phố Leipzig. Kurt Masur, người chỉ huy Leipzig Gewandhaus Orchestra dẫn đầu đoàn đàm phán địa phương với chính phủ, và tổ chức các cuộc gặp gỡ với dân chúng trong nhà hát. Cuối cùng cuộc biểu tình đã buộc Erich Honecker phải từ chức vào tháng 10, và ông bị thay thế bởi một nhân vật Cộng sản ôn hoà hơn, Egon Krenz.
Ngày 9 tháng 11 năm 1989, vài đoạn của Bức tường Berlin bị phá vỡ, lần đầu tiên hàng ngàn người Đông Đức vượt qua chạy vào Tây Berlin và Tây Đức. Ngay sau đó, đảng cầm quyền tại Đông Đức rút lui. Dù có một số nỗ lực nhỏ nhằm tạo lập một nhà nước dân chủ Đông Đức, chúng nhanh chóng bị vùi lấp bởi những kêu gọi thống nhất với Tây Đức. Sau một số cuộc đàm phán (những cuộc đàm phán 2+4 được tổ chức liên quan tới hai nhà nước Đức và các cựu Cường quốc Đồng Minh (Hoa Kỳ, Pháp, Anh, và Liên bang Xô viết) dẫn tới thoả thuận về các điều kiện thống nhất nước Đức. Năm bang cũ của Đông Đức từng bị xoá bỏ năm 1952 được khôi phục. Ngày 3 tháng 10 năm 1990, năm bang chính thức gia nhập Cộng hoà Liên bang Đức, trong khi Đông và Tây Berlin thống nhất như một thành bang thứ ba (theo cùng kiểu như Bremen và Hamburg).
Tới ngày nay, vẫn còn có những khác biệt lớn giữa cựu Đông và Tây Đức (ví dụ, cách sống, sự giàu có, niềm tin chính trị và các yếu tố khác) và vì thế mọi người vẫn thường nói tới sự khác biệt giữa đông và tây. Nền kinh tế đông Đức đã nỗ lực lớn từ khi thống nhất, và những khoản trợ cấp lớn vẫn đang chảy từ tây sang đông.
Khu vực cũ của Đông Đức thường được so sánh với vùng Nam Ý chưa phát triển và miền Nam Hoa Kỳ trong quá trình Tái thiết sau Chiến tranh Nội địa Hoa Kỳ. Trong khi kinh tế Đông Đức hồi phục gần đây, sự khác biệt giữa Đông và Tây vẫn còn tồn tại.
Theo khảo sát của Pew Research Center vào năm 2019, có 91% người Đông Đức nghĩ rằng việc thống nhất nước Đức là một điều tốt, chỉ có 8% nghĩ ngược lại. Sự hài lòng về cuộc sống ở Đông Đức đã tăng rõ rệt kể từ khi đất nước được thống nhất, vào năm 1991 chỉ 15% những người sống ở Đông Đức cũ cho biết mức độ hài lòng cuộc sống của họ là 7, 8, 9 hoặc 10 trên thang điểm 0-10, đến năm 2019 con số này đã tăng vọt lên 59%. Tuy vậy, theo báo cáo của Viện Kurber thì 57% dân số Đông Đức cảm thấy họ bị phân biệt đối xử như những "công dân hạng hai". Chỉ 38% những người được hỏi ở miền Đông, trong đó 20% người dưới 40 tuổi, tức là những người ít hiểu biết về Cộng hòa Dân chủ Đức, tin rằng sự thống nhất đã thành công Nhiều người dân ở Đông Đức vẫn hoài niệm về thời kỳ Đông Đức trước đây, khi đó mọi người được học tập miễn phí và ai cũng có việc làm. Trong khi đó, một số người dân Tây Đức lại có thái độ không thiện cảm với người Đông Đức vì cho rằng họ phải gánh trách nhiệm kinh tế cho những người phía Đông.

## Chính trị

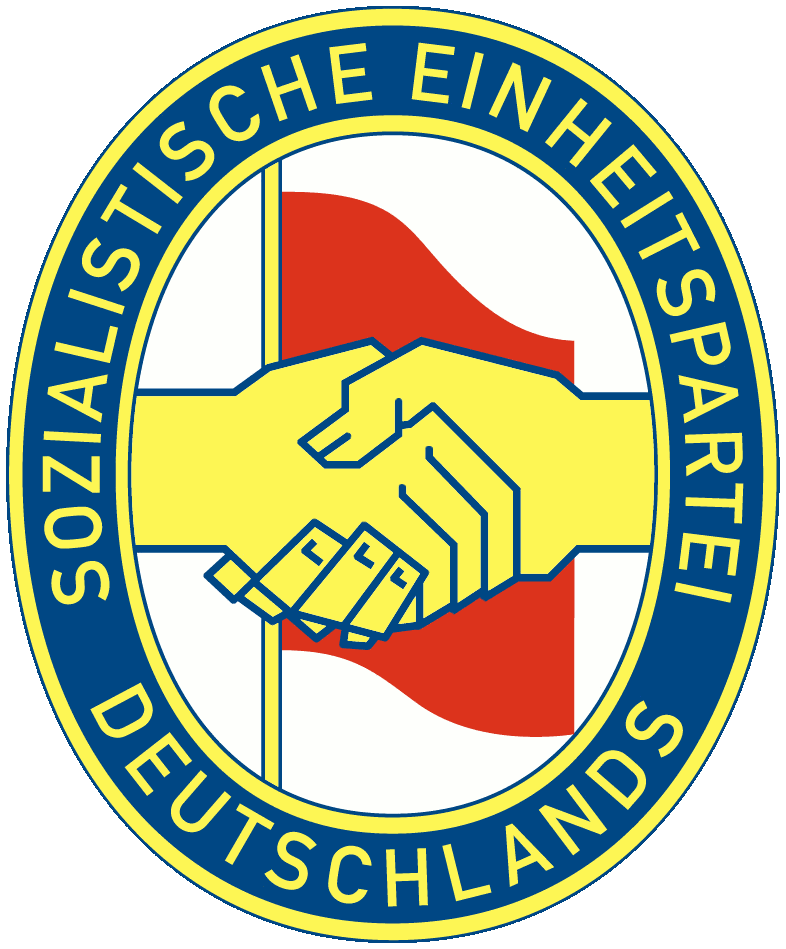
Biểu tượng SED thể hiện việc hợp tác giữa người cộng sản Wilhelm Pieck và Otto Grotewohl của Đảng Dân chủ Xã hội khi đảng của họ sáp nhập năm 1946

### Tổ chức chính trị
Đảng chính trị cầm quyền ở Đông Đức là Sozialistische Einheitspartei Deutschlands (Đảng Xã hội chủ nghĩa Thống nhất Đức, SED). Nó được thành lập năm 1946 sau chỉ thị của Liên Xô sáp nhập Đảng Cộng sản Đức (KPD) và Đảng Dân chủ Xã hội Đức (SPD) tại vùng do Liên Xô kiểm soát.
Hội nghị Potsdam cho phép người Xô viết ủng hộ một hình thức chính phủ dân chủ tại Đức, và, không giống như một số quốc gia thuộc Khối Hiệp ước Warsaw khác, các đảng chính trị khác được phép tồn tại.
Tất cả các đảng hoạt động ở Đông Đức đều bị bắt buộc gia nhập Mặt trận Quốc gia Dân chủ Đức, bề ngoài là một liên minh thống nhất của các đảng chống phát xít. Nó bị SED kiểm soát hoàn toàn. Các thành viên gồm:
- Christlich-Demokratische Union Deutschlands (Liên đoàn Dân chủ Thiên chúa giáo Đức, CDU).
- Demokratische Bauernpartei Deutschlands (Đảng Dân chủ Nông dân Đức, DBD). Đảng này đặc biệt quan trọng bởi vai trò của nông dân trong nền kinh tế. Đảng đã sáp nhập với CDU của Tây Đức sau thống nhất.
- Liberal-Demokratische Partei Deutschlands (Đảng Dân chủ Tự do Đức, LDPD), sáp nhập với FDP sau thống nhất
- Nationaldemokratische Partei Deutschlands (Đảng Dân chủ Quốc gia Đức, NDPD), sáp nhập với FDP sau thống nhất.

Các cuộc bầu cử diễn ra với Volkskammer, nhưng hoàn toàn bị SED/định chế nhà nước kiểm soát, như Hans Modrow đã lưu ý. Các cuộc bầu cử được tổ chức trong các điều kiện ít hơn bí mật, với các cử tri đưa ra lựa chọn hay bác bỏ "các danh sách thống nhất" do Mặt trận Quốc gia đưa ra. Như trường hợp của hầu hết quốc gia Cộng sản, tỷ lệ ủng hộ 90% hay hơn nữa là thường thấy.

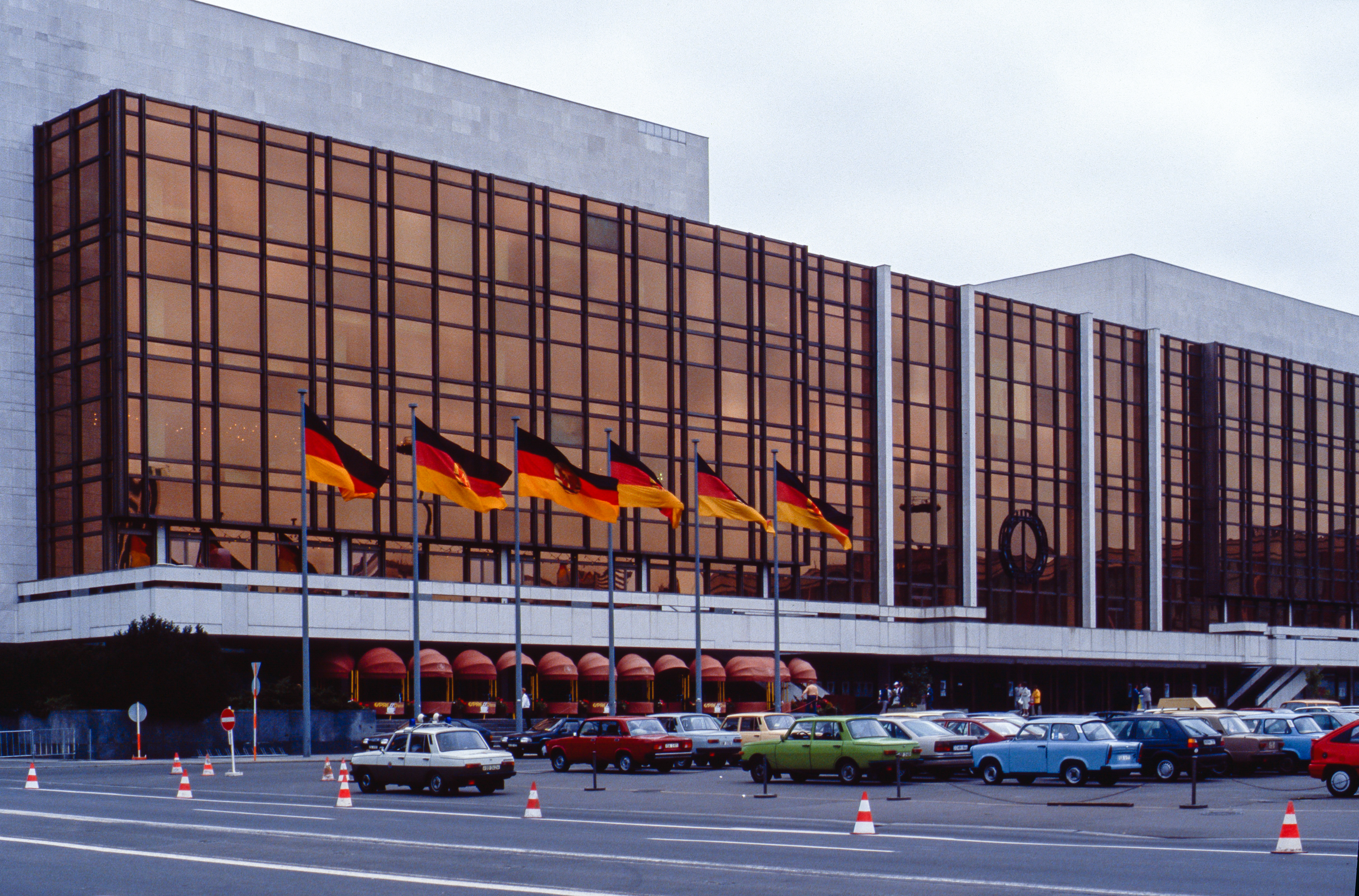
Cung Cộng hòa (tiếng Đức: Palast der Republik), toà nhà trụ sở Volkskammer từ 1976 - 1990

Volkskammer cũng gồm các đại biểu từ các tổ chức quần chúng như Thanh niên Tự do Đức (Freie Deutsche Jugend hay FDJ), hay Liên đoàn Thương mại Tự do Đức. Trong một nỗ lực đưa phụ nữ tham gia vào đời sống chính trị Đông Đức, có một Liên đoàn Phụ nữ Dân chủ Đức, với ghế đại biểu bên trong Volkskammer.
Các tổ chức quần chúng phi nghị viện trong xã hội Đông Đức gồm Hiệp hội Thể dục Thể thao Đức (Deutscher Turn- und Sportbund hay DTSB), và Đoàn kết Nhân dân (Volkssolidarität, một tổ chức cho người già). Một tổ chức đáng chú ý khác là Hội hữu nghị Xô-Đức.
Stasi sàng lọc và thông báo hầu hết hoạt động cá nhân ở Đông Đức, giới hạn cơ hội với những tổ chức chính trị không được phê chuẩn. Mọi tổ chức chính thức ngoại trừ nhà thờ bị chính phủ Đông Đức kiểm soát trực tiếp. Nhà thờ được phép hoạt động ít nhiều tự do hơn khỏi sự quản lý chính phủ, khi họ tránh hoạt động chính trị.
Sau sự thống nhất nước Đức, SED được đổi tên thành "Đảng Dân chủ Xã hội chủ nghĩa" (PDS) sau này sáp nhập cùng WASG của Tây Đức để hình thành nên Đảng cánh Tả (Die Linke). Đảng cánh Tả tiếp tục là một lực lượng chính trị ở nhiều vùng của Đức, mặc dù đã mất nhiều quyền lực so với SED.

### Cá nhân chính trị

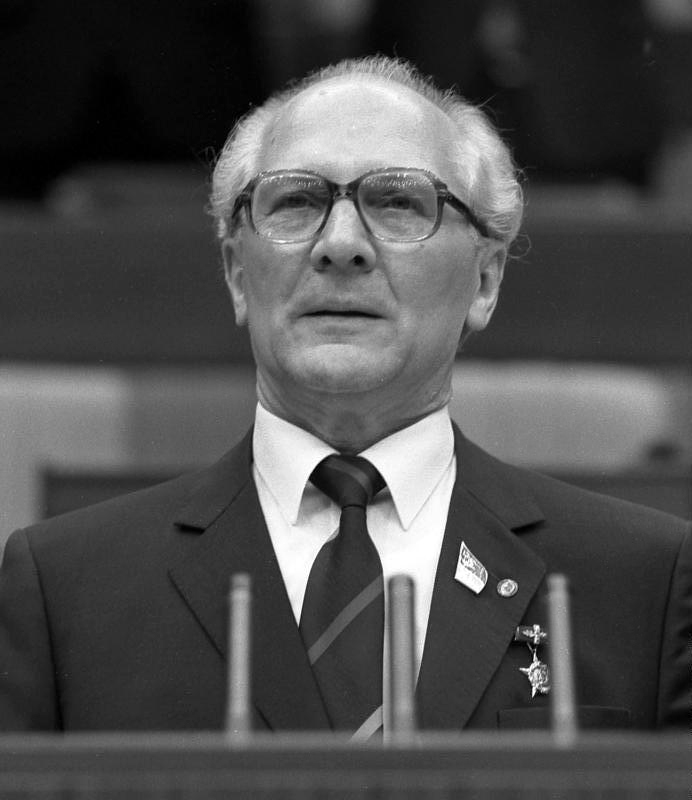
Erich Honecker

##### Những nhà lãnh đạo quan trọng
- Wilhelm Pieck - Chủ tịch KPD ở Đông Đức (1945–1946), Đồng Chủ tịch SED (1946–1954), Chủ tịch nước Đông Đức (1949–1960)
- Otto Grotewohl - Chủ tịch SPD ở Đông Đức (1945–1946), Đồng Chủ tịch SED (1946–1954), Chủ tịch Hội đồng Bộ trưởng Đông Đức (1949 - 1964)
- Walter Ulbricht - Tổng Bí thư Ủy ban Trung ương SED (1950–1971), Chủ tịch Hội đồng Nhà nước Đông Đức (1960–1973)
- Erich Honecker - Tổng Bí thư Ủy ban Trung ương SED (1971–1989), Chủ tịch Hội đồng Nhà nước Đông Đức (1976–1989)
- Egon Krenz - Tổng Bí thư Ủy ban Trung ương SED, Chủ tịch Hội đồng Nhà nước Đông Đức (10-12/1989)

##### Một số cá nhân chính trị khác
- Hermann Axen - Tổng biên tập tờ Neues Deutschland của SED (1956–1978), Bí thư Quan hệ Quốc tế của SED (1966-1989)
- Johannes R. Becher - Bộ trưởng Bộ Văn hóa đầu tiên (1954–1958), tác giả phần lời của bài quốc ca Đông Đức
- Hilde Benjamin - Phó Chủ tịch Tòa án Tối cao Đông Đức (1949–1953), Bộ trưởng Bộ Tư pháp (1953–1967), được đặt biệt hiệu Máy chém đỏ vì đàn áp không thương tiếc các phần tử chính trị đối lập
- Margot Honecker - Bộ trưởng Bộ Giáo dục (1963–1989)
- Heinz Kessler - Bộ trưởng Bộ Quốc phòng (1985–1989)
- Erich Mielke - Bộ trưởng Bộ An ninh Quốc gia (1957–1989)
- Günter Mittag - Bí thư Kinh tế của SED (1962–1973 và 1976–1989)
- Hans Modrow - Bí thư Quận Dresden của SED (1973–1989), Thủ tướng Đông Đức cuối cùng của SED (11/1989-3/1990)
- Günter Schabowski - Bí thư Quận Berlin của SED (1985–1989), Người phát ngôn của SED và gây ra sự sụp đổ của Bức tường Berlin
- Alexander Schalck-Golodkowski - Lãnh đạo Sở Phối hợp thương mại trong Bộ Ngoại thương.
- Karl Schirdewan - Bí thư Ủy ban Trung ương SED (1953–1958), bị bãi chức vì lập bè phái
- Horst Sindermann - Chủ tịch Hội đồng Bộ trưởng Đông Đức (1973–1976), Chủ tịch Đại hội Nhân dân Đông Đức (1976–1989)
- Karl-Eduard von Schnitzler - Phóng viên truyền hình, mang tiếng vì chương trình tuyên truyền Der schwarze Kanal của ông
- Willi Stoph - Chủ tịch Hội đồng Bộ trưởng Đông Đức (1964–1973 và 1976-1989), Chủ tịch Hội đồng Nhà nước Đông Đức (1973–1976)
- Harry Tisch - Lãnh đạo Liên đoàn Thương mại Tự do Đông Đức (1975–1989)
- Markus Wolf - Lãnh đạo Sở Tình báo nước ngoài của Đông Đức (1952–1986)

## Các thành phố lớn ở Đông Đức
(Với thống kê dân số vào năm 1988)
- Berlin, Hauptstadt der DDR (Berlin, thủ đô Cộng hoà Dân chủ Đức) (1.200.000)
- Leipzig* (556.000)
- Dresden* (520.000)
- Karl-Marx-Stadt* (317.000)
- Magdeburg* (290.000)
- Rostock* (250.000)
- Halle (Saale)* (236.000)
- Erfurt* (215.000)
- Potsdam* (140.000)
- Gera* (131.000)
- Schwerin* (130.000)
- Cottbus* (125.000)
- Zwickau (120.000)
- Jena (107.000)
- Dessau (105.000)

* "Bezirksstadt" (trung tâm quân)

## Quân đội

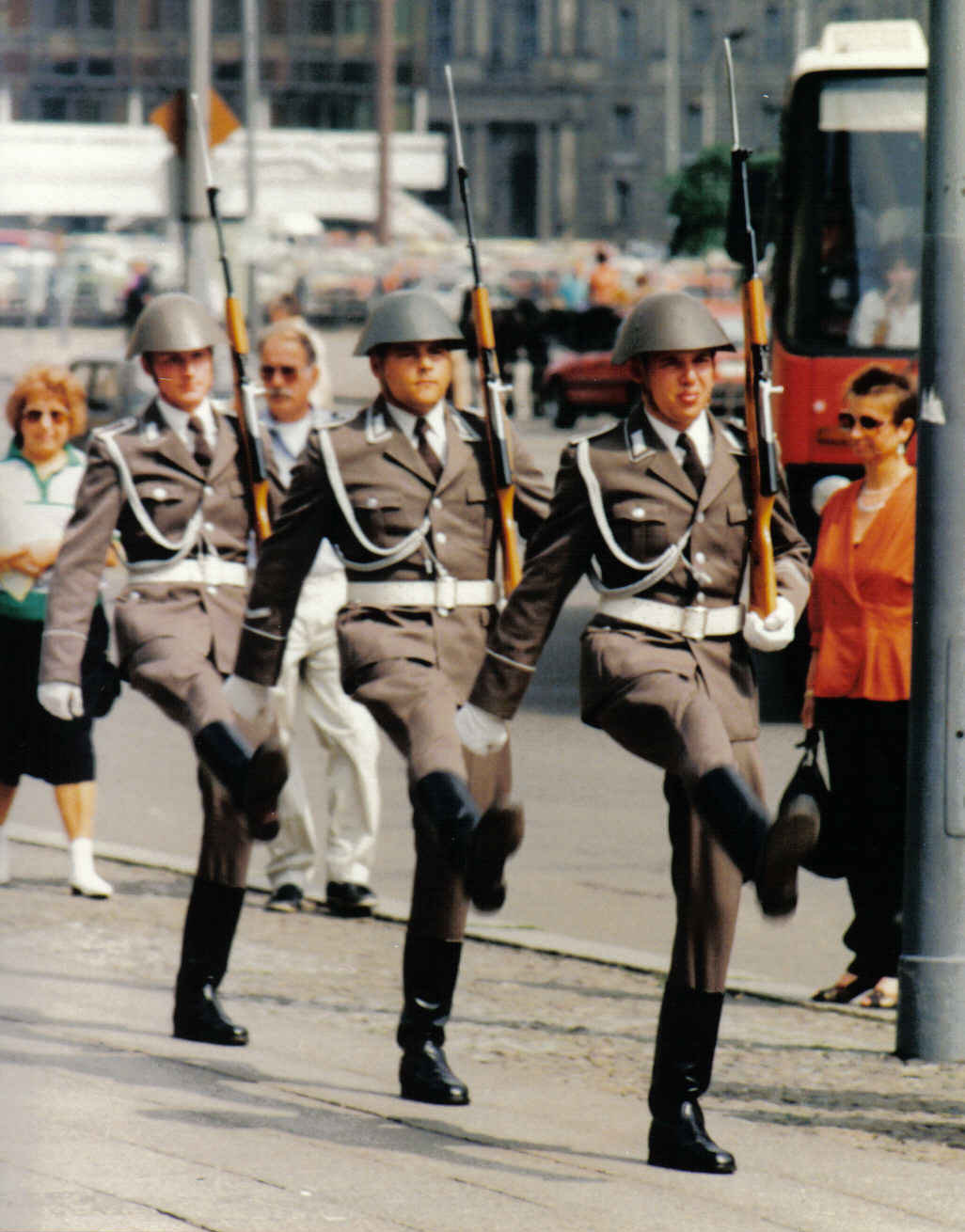
Binh sĩ thuộc Nationale Volksarmee diễu hành tại một lễ đổi gác ở thủ đô Đông Berlin.

Giống như mọi quốc gia trong khối Xô viết, Đông Đức có các lực lượng vũ trang riêng của mình, được gọi là Quân đội Nhân dân Quốc gia (Nationale Volksarmee - NVA) với bốn nhánh. Bởi Đông Đức là tiền tuyến của cuộc Chiến tranh Lạnh, quân đội Đông Đức được coi là hiện đại nhất trong cả Khối hiệp ước Warszawa, ngoại trừ Liên bang Xô viết. Trong mọi thời điểm đội quân này luôn sẵn sàng chiến đấu, sẵn sàng được tập trung cho một cuộc chiến tương lai với NATO. NVA được chia thành bốn nhánh sau:
- Lục quân (Landstreitkräfte)
- Hải quân (Volksmarine - Hải quân Nhân dân)
- Không quân/Phòng không (Luftstreitkräfte/Luftverteidigung)
- Biên phòng Cộng hoà Dân chủ Đức (Grenztruppen der DDR)

Ngoài ra, Cộng hoà Dân chủ Đức sở hữu nhiều lực lượng bán quân sự dự trữ trong trường hợp nổ ra chiến tranh, như "Các đội chiến đấu của Giai cấp công nhân" (Kampfgruppen der Arbeiterklasse) và trong một số trường hợp, cả Stasi.
Tất cả thanh niên Đông Đức đều phải gia nhập NVA. Thời hạn phục vụ bắt buộc là 18 tháng, ngoại trừ vì các lý do y tế đặc biệt. Với những người từ chối nhập ngũ vì lý do đạo lý, có một loại nghĩa vụ quân sự được gọi là Baueinheiten (các đơn vị xây dựng) được thành lập năm 1964 dưới áp lực của nhà thờ Tin lành quốc gia.

## Phân cấp hành chính

Phân chia hành chính của Cộng hoà Dân chủ Đức từ năm 1952

Năm 1952, như một phần của các cuộc cải cách để tập trung quyền lực trong tay Bộ chính trị của SED, năm Länder của Đông Đức bị xoá bỏ, và Đông Đức được chia thành mười lăm Bezirke (tỉnh), mỗi quận được đặt theo tên thành phố lớn nhất của nó: vùng Đất phía bắc Mecklenburg-Vorpommern được chia giữa Bezirke Rostock, Schwerin và Neubrandenburg; Brandenburg (bao quanh Berlin) được tái tổ chức thành Bezirke Potsdam, Frankfurt và Cottbus; Saxony-Anhalt được chia thành Bezirke Halle và Magdeburg; vùng Đất tây nam Thuringia thành Bezirke Erfurt, Gera và Suhl; cuối cùng, vùng Đất đông nam Sachsen được chia giữa Leipzig, Dresden và Karl-Marx-Stadt (trước kia và sau khi Cộng hoà Dân chủ Đức sụp đổ lại được gọi là Chemnitz). Thủ đô Cộng hoà Dân chủ Đức, Đông Berlin trở thành Bezirk thứ 15, dù nó vẫn giữ vị thế luật pháp đặc biệt trong Cộng hoà Dân chủ Đức cho tới năm 1968, khi những người dân Đông Berlin cùng toàn bộ người dân Cộng hoà Dân chủ Đức thông qua dự thảo hiến pháp mới. Từ thời điểm này trở về sau, bất chấp Vị thế Bốn Cường quốc và những sự phản đối của đồng minh phương Tây rằng Đông Berlin chỉ đơn giản là khu vực chiếm đóng của Xô viết tại thủ đô Đức, Đông Berlin được coi như một Bezirk như các tỉnh khác.

## Nhân khẩu
Dân số Đông Đức giảm đều đặn trong suốt thời kỳ tồn tại của nó, từ 19 triệu người năm 1948 xuống còn 16 triệu năm 1990. Khoảng 4 triệu người trong dân số năm 1948 là những người Đức bị trục xuất từ các khu vực phía đông giới tuyến Oder-Neisse. Chủ yếu đây là hậu quả của sự di cư – khoảng một phần tư người Đông Đức đã rời bỏ đất nước trước khi Bức tường Berlin được hoàn thành năm 1961, và sau thời điểm đó, Đông Đức có tỷ lệ sinh rất thấp. Điều này trái ngược với Ba Lan, có dân số trong giai đoạn đó tăng từ 24 triệu năm 1950 (hơi lớn hơn Đông Đức) lên 38 triệu (gấp đôi dân số Đông Đức).
Từ năm 1945-1961, có khoảng 3,5 triệu người Đông Đức đã di cư khỏi đất nước theo đường chính thức hoặc vượt biên, nhiều người làm như vậy bằng cách vượt qua đường biên giới từ Đông Berlin sang Tây Berlin; từ đó họ có thể đi đến Tây Đức và các nước Tây Âu khác . Từ năm 1961 đến 1989, Bức tường Berlin đã ngăn chặn hầu hết mọi sự di cư như vậy. Trong giai đoạn này, hơn 100.000 người Đông Đức đã cố gắng trốn qua biên giới và hơn 5.000 người đã trốn thoát thành công, với số người chết ước tính trong nỗ lực vượt biên ước tính vào khoảng từ 136 đến hơn 200.

## Kinh tế

Hoạt động kinh tế tại Cộng hoà Dân chủ Đức.

Nền kinh tế Đông Đức có sự khởi đầu thấp kém từ sau Thế chiến II. Trong năm 1945 và 1946 Quân đội Xô viết đã lấy đi các tuyến đường sắt và các nhà máy. Tới đầu thập niên 1950 Liên bang Xô viết nhận bồi thường chiến tranh dưới hình thức các sản phẩm nông nghiệp và công nghiệp và yêu cầu các khoản bồi thường nặng nề khác. Hạ Silesia, nơi có các mỏ than, và Stettin, cảng tự nhiên thuận lợi, đã được trao cho Ba Lan.
Giống như các quốc gia xã hội chủ nghĩa Đông Âu khác, Đông Đức có một nền kinh tế tập trung kế hoạch hoá, tương tự như nền kinh tế Liên Xô, trái ngược với các nền kinh tế thị trường hay kinh tế hỗn hợp của hầu hết các quốc gia Tây Âu. Cộng hoà Dân chủ Đức gia nhập khối thương mại COMECON năm 1950. Các mục tiêu sản xuất, giá cả và việc bố trí cung cấp vật tư đều do nhà nước đề ra, chuyển các quyết định đó thành kế hoạch hay các kế hoạch cụ thể. Các phương tiện sản xuất hầu như đều thuộc sở hữu nhà nước. Ví dụ, năm 1985, các doanh nghiệp thuộc sở hữu nhà nước hay các hợp tác xã chiếm 96.7 phần trăm tổng thu nhập thực của quốc gia.
Để đảm bảo giá cả ổn định cho người dân, nhà nước bao cấp 80% chi phí cho các sản phẩm thiết yếu, từ bánh mì cho tới nhà cửa. Thu nhập trên đầu người năm 1984 được ước tính khoảng $9,800 (xấp xỉ $21.000 dollar năm 2008), dù tỷ lệ chuyển đổi ngoại tệ được sử dụng để tính toán có thể không phản ánh đúng sức mua. Năm 1976 tăng trưởng GDP bình quân khoảng 5.9%.
Các sản phẩm xuất khẩu gồm máy ảnh với nhãn hiệu Praktica, ô tô với các nhãn hiệu Trabant, Wartburg và IFA, súng săn, kính lục phân và đồng hồ.
Với những người tiêu dùng Đông Đức, hàng hoá luôn thiếu hụt. Tới tận thập niên 1960 các loại hàng hoá căn bản như đường và cà phê vẫn thiếu thốn, dù có một số khác biệt; trong khi giá cà phê đắt (xấp xỉ 1US$ cho 200g), bánh mì giá chưa tới 1 cent. Năm 1989, thời gian một người phải chờ đợi để mua được một chiếc xe Wartburg mới khoảng 13 năm. Những người Đông Đức có bạn bè hoặc họ hàng ở Tây Đức (hay những người có thể tiếp cận ngoại tệ mạnh), và có tài khoản ngoại tệ Staatsbank có thể mua cả các sản phẩm phương Tây và sản phẩm chỉ dành cho xuất khẩu của Đông Đức tại Intershop. Cách khác để mua được các mặt hàng hiếm là qua công ty Jauerfood của Đan Mạch, hay qua công ty quá tặng qua thư Genex.

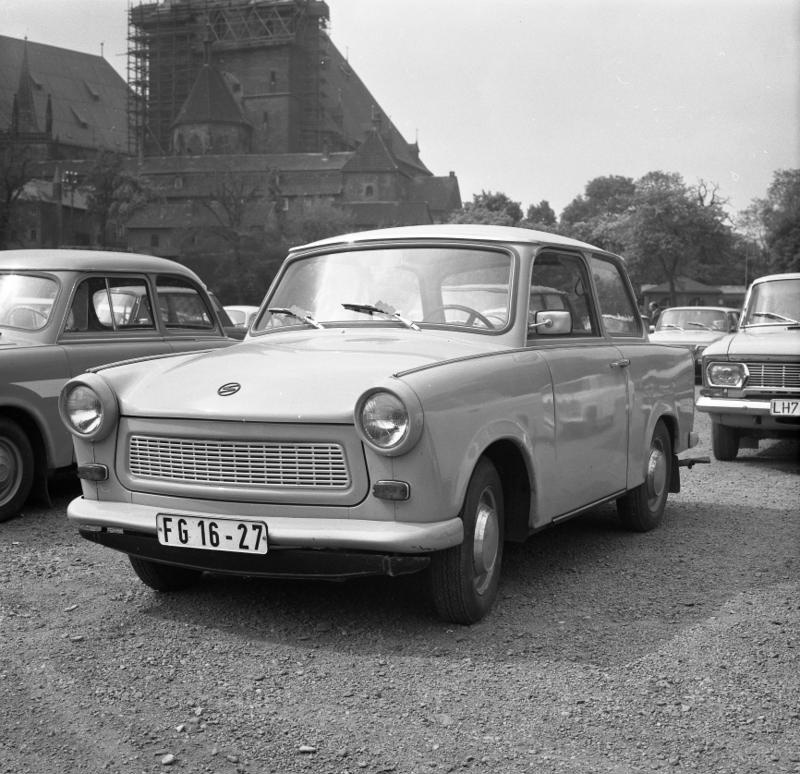
Trabant là công ty sản xuất ô tô lớn nhất tại Cộng hoà Dân chủ Đức.

Lực đẩy duy nhất của nền kinh tế Đức, cũng như của tất cả các khía cạnh khác của xã hội, là Đảng Thống nhất Xã hội chủ nghĩa Đức (Sozialistische Einheitspartei Deutschlands (SED), đặc biệt là giới lãnh đạo cấp cao của nó. Đảng thực hiện quyền lãnh đạo của mình duy nhất và chính thức trong các đại hội đảng, khi nó thông qua báo cáo của tổng thư ký, và khi thông qua kế hoạch dự thảo cho giai đoạn năm năm tiếp theo.
Lĩnh vực tư nhân nhỏ bé nhưng không tồn tại. Năm 1985 khoảng 2.8 phần trăm sản phẩm quốc nội thuộc các doanh nghiệp tư nhân. Lĩnh vực tư nhân gồm những người nông dân và làm vườn; các ngư dân tự do, người bán buôn, và người bán lẻ; và những người được sử dụng trong cái gọi là các hoạt động tự do (nghệ sĩ, tác gia và những người khác). Dù là tự kinh doanh, họ vẫn bị quản lý chặt chẽ, thuế đánh vào họ trong một số trường hợp có thể cao hơn 90%. Số lượng người hoạt động trong lĩnh vực tư nhân tăng chậm. Theo các thống kê của Đông Đức, năm 1985 có khoảng 176.800 người làm tư, tăng thêm 500 so với năm 1984. Một số lĩnh vực tư nhân khá quan trọng với hệ thống bởi những người thợ thủ công cung cấp các phụ tùng hiếm, việc sản xuất ra chúng thường rất chậm chạp trong nền kinh tế kế hoạch của Cộng hoà Dân chủ Đức.

## Văn hoá

### Âm nhạc
Ban đầu các nghệ sĩ được chờ đợi chỉ biểu diễn bằng tiếng Đức, nhưng cuối thập kỷ sáu mươi điều này đã thay đổi. Điều này có vẻ là một sự ép buộc từ phía các nhà lãnh đạo đảng nhưng nó thực sự không được ủng hộ trong giới trẻ.
Puhdys và Karat là một trong những ban nhạc nổi tiếng nhất, đã tìm cách đưa các tư tưởng chỉ trích vào giai điệu của mình một cách gián tiếp, họ xuất hiện trong các tạp chí nổi tiếng của thanh niên như Neues Leben và Magazin. Các ban nhạc rock nổi bật khác gồm Wir, Dean Reed, City, Silly và Pankow. Đa số các nghệ sĩ đều thu âm theo nhãn hiệuAMIGA thuộc sở hữu nhà nước.
Những ảnh hưởng từ phương Tây xuất hiện ở mọi nơi bởi các tín hiệu TV và radio từ Klassenfeind (tầng lớp thù địch, có nghĩa "kẻ thù của giai cấp công nhân") có thể được thu ở nhiều phần thuộc phía đông, (một ngoại trừ đáng chú ý là Dresden, vì vị trí địa lý không thích hợp của nó trong thung lũng Elbe, khiến nó được đặt danh hiệu "Thung lũng không tín hiệu" -dù việc tiếp nhận hạn chế radio phía tây vẫn có thể thực hiện ở đó). Ảnh hưởng phương Tây dẫn tới sự thành lập nhiều nhóm "bí mật" với tư tưởng hoàn toàn theo phương Tây. Một số băng nhóm trong số đó là Die Skeptiker, Die Art và Feeling B. Ngoài ra, văn hoá hip hop cũng đã được thanh niên Đông Đức biết đến. Với các băng video như Beat Street và Wild Style, thanh niên Đông Đức có thể phát triển một văn hoá hip hop của riêng họ. Người Đông Đức chấp nhận hip hop với vị thể hơn là chỉ một hình thức âm nhạc. Toàn bộ văn hoá rap đường phố xung quanh đã tràn vào trong vùng và trở thành một lối thoát cho những thanh niên cảm thấy ngột ngạt.
Âm nhạc cổ điển được khuyến khích, vì thế có hơn 50 dàn nhạc giao hưởng cổ điển trong một đất nước có dân số chỉ 16 triệu người.
Xem thêm:
- Thomanerchor Leipzig
- Sächsische Staatskapelle Dresden
- Berliner Sinfonie Orchester
- Staatsoper Unter den Linden Berlin

Johann Sebastian Bach sinh tại lãnh thổ Đông Đức và nơi sinh của ông ở Eisenach đã được chuyển thành bảo tàng về cuộc đời ông, ngoài ra còn hơn 300 hiện vật từ cuộc đời Bach. Năm 1980 bảo tàng này tiếp nhận hơn 70.000 du khách.
Tại Leipzig, một thư khố lớn với những bản ghi mọi tác phẩm âm nhạc của Bach đã được hoàn thành, cùng với nhiều tài liệu lịch sử và những bức thư của ông.
Hàng năm, học sinh từ khắp Đông Đức tụ tập trong cuộc thi mang tên ông tại Đông Berlin. Bốn năm một lần, một cuộc thi âm nhạc Bach quốc tế cho đàn piano và đàn dây được tổ chức.

### Nhà hát

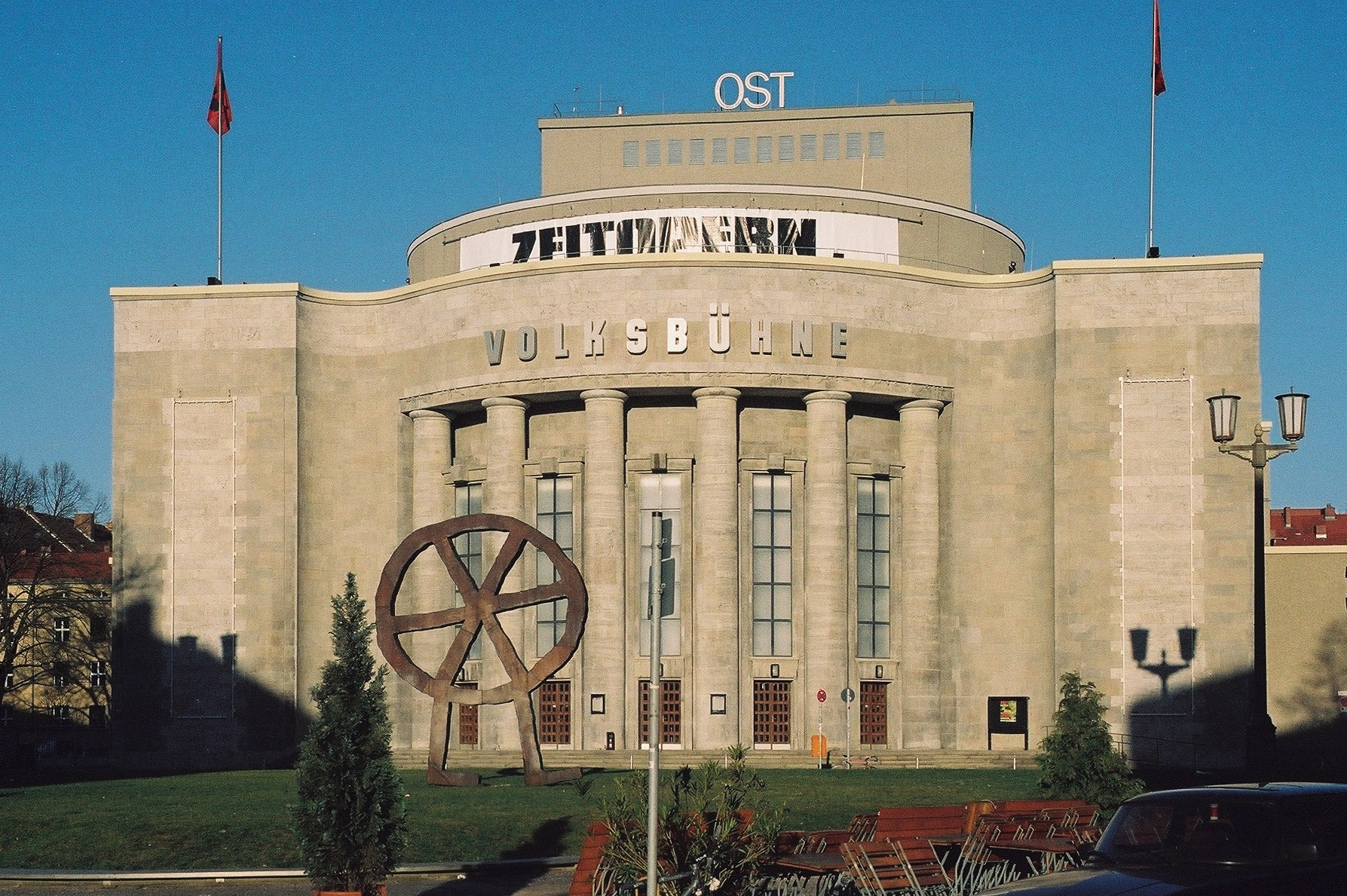
Volksbühne

Nhà hát Đông Đức ban đầu thuộc quyền quản lý của Bertolt Brecht, ông đã đưa về nước nhiều nghệ sĩ đang bị trục xuất và tái mở cửa Theater am Schiffbauerdamm với Berliner Ensemble của ông. Thay vào đó, những nguồn ảnh hưởng khác tìm cách thiết lập một "Nhà hát của Tầng lớp Lao động", biểu diễn bởi tầng lớp lao động và phục vụ tầng lớp lao động.
Sau khi Brecht chết, các xung đột bắt đầu xuất hiện giữa gia đình ông (quanh Helene Weigel) và các nghệ sĩ khác về di sản của Brecht. Heinz Kahlau, Slatan Dudow, Erwin Geschonneck, Erwin Strittmatter, Peter Hacks, Benno Besson, Peter Palitzsch và Ekkehard Schall được coi là các học giả học trò của Bertolt Brecht.
Trong thập niên 1950 vị giám đốc người Thuỵ Sĩ Benno Besson với Deutsches Theater đã thu được thành công trong chuyến biểu diễn tại châu Âu và châu Á gồm cả Nhật Bản với "The Dragon" của Jewgenij Schwarz. Trong thập niên 1960, ông trở thành Intendant của Volksbühne thường làm việc cùng Heiner Müller.
Sau năm 1975 nhiều nghệ sĩ rời bỏ Cộng hoà Dân chủ Đức vì sự kiểm duyệt ngày càng gắt gao. Một kiểu nhà hát song song xuất hiện, tạo nên nhà hát "bên ngoài Berlin" trong đó các nghệ sĩ trình diễn tại các nhà hát địa phương. Ví dụ Peter Sodann lập ra neues theater tại Halle/Saale và Frank Castorf tại nhà hát Anklam.
Nhà hát và Cabaret có vị thế cao tại Cộng hoà Dân chủ Đức, cho phép nó hoạt động mạnh. Điều này thường khiến nó rơi vào tình trạng xung đột với nhà nước. Benno Besson từng nói: "In contrast to artists in the west, they took us seriously, we had a bearing."
Các nhà hát quan trọng:
- Deutsches Theater[27]
- Berliner Ensemble[28]
- Volksbühne[29]
- Maxim Gorki Theater[30]

### Điện ảnh
Tại Cộng hoà Dân chủ Đức, ngành công nghiệp điện ảnh khá phát triển. Cơ quan phụ trách việc làm phim là DEFA, Deutsche Film AG, cơ quan này được chia nhỏ tiếp thành nhiều nhóm tại các địa phương, ví dụ, Gruppe Berlin, Gruppe Babelsberg hay Gruppe Johannisthal, nơi các đội địa phương quay và sản xuất phim. Bên cạnh các bộ phim cho đại chúng, ngành công nghiệp điện ảnh cũng trở nên nổi tiếng thế giới về các tác phẩm của mình, đặc biệt là những bộ phim dành cho trẻ em ("Das kalte Herz", các phiên bản phim của cuốn truyện cổ Grimm và các bộ phim hiện đại như "Das Schulgespenst").
Bộ phim của Frank Beyer "Jakob der Lügner" (Jacob kẻ nói dối; về sự hành quyết người Do thái trong Đế chế thứ Ba) và, "Fünf Patronenhülsen"(Five Bullet Shells) về sự kháng chiến chống chủ nghĩa phát xít, đã trở nên nổi tiếng thế giới.
Các bộ phim về các vấn đề đời sống hàng ngày như "Die Legende von Paul und Paula" (đạo diễn Heiner Carow) và "Solo Sunny" (đạo diễn Konrad Wolf và Wolfgang Kohlhaase) cũng rất nổi tiếng.
Ngành công nghiệp điện ảnh đáng chú ý vì nó sản xuất ra Ostern, hay những bộ phim kiểu phương Tây. Thổ dân da đỏ trong những bộ phim này thường đóng vai trò những người bị đuổi khỏi đất đai và chiến đấu cho các quyền lợi của mình, trái ngược với các phim về người Mỹ miền Tây, nơi người da đỏ thường không hề được đề cập tới hoặc được thể hiện như những kẻ man rợ, hung ác. Người Nam Tư thường đóng vai người da đỏ, vì một số lượng nhỏ người da đỏ châu Mỹ sống ở Đông Âu. Gojko Mitić rất nổi tiếng trong những kiểu vai này, thường đóng vai thủ lĩnh ngay thẳng, tốt bụng và quyến rũ ("Die Söhne der großen Bärin" đạo diễn bởi Josef Mach). Ông đã trở thành một vị thủ lĩnh Sioux huyền thoại khi tới thăm Hoa Kỳ hồi thập niên 90 và một đoàn làm phim đã tháp tùng ông thể hiện bộ lạc trong những bộ phim của ông. Diễn viên và ca sĩ Mỹ Dean Reed, một người di cư sống ở Đông Đức, cũng đóng vai trong nhiều bộ phim. Những bộ phim này là một phần của hiện tượng sản xuất những bộ phim ở châu Âu về quá trình thực dân hoá châu Mỹ. Xem thêm Spaghetti Western và các bộ phim Tây Đức Winnetou (chuyển thể từ các tiểu thuyết của Karl May).
Vì sự kiểm duyệt một số bộ phim đáng chú ý đã bị cấm ở thời điểm đó và chỉ tái xuất hiện sau Wende năm 1990. Các ví dụ là "Spur der Steine" (đạo diễn bởi Frank Beyer) và "Der geteilte Himmel" (đạo diễn Konrad Wolf).
Điện ảnh tại Cộng hoà Dân chủ Đức cũng chiếu các bộ phim nước ngoài. Các bộ phim Tiệp Khắc và Ba Lan là thường thấy nhất, nhưng cũng có một số bộ phim phương Tây, nhưng số lượng của chúng bị hạn chế bởi phải mất ngoại tệ để mua giấy phép trình chiếu. Hơn nữa, những bộ phim thể hiện sự ưu việt của tư tưởng tư bản không được mua về. Các bộ phim hài được dân chúng ưa chuộng rộng rãi. như "Olsen Gang" của Đan Mạch hay các bộ phim hài của diễn viên Pháp Louis de Funès.

### Thể thao
Đối với một nước nhỏ, người dân Đông Đức đã đạt được một số thành tựu đáng khâm phục trong nhiều môn thể thao gồm đua xe đạp, cử tạ, bơi, điền kinh, đấm bốc, trượt băng và các môn thể thao mùa đông khác.
Một lý do của những thành công là sự lãnh đạo của Dr. Manfred Hoeppner bắt đầu từ cuối thập niên 1960.
Một lý do hỗ trợ khác là việc sử dụng Anabolic steroid, từng là loại chất doping bị phát hiện nhiều nhất tại các phòng thí nghiệm của IOC trong nhiều năm và hiện bị mọi hiệp hội thể thao lớn cấm sử dụng. Nó cho phép Đông Đức, với một dân số khiêm tốn, trở thành nước hàng đầu thế giới về thể thao trong hai thập niên sau đó, giành một lượng lớn huy chương vàng Olympic và thế giới cùng nhiều kỷ lục.
Một yếu tố khác mang lại thành công là hệ thống trợ giúp cho thanh niên tại Cộng hoà Dân chủ Đức. Khi một số trẻ em trong khoảng 6 tới 10 tuổi (hay lớn hơn) các giáo viên thể dục tại trường đã được khuyến khích tìm kiếm các tài năng từ lúc còn rất nhỏ. Với các học sinh lớn hơn có thể vừa theo học tại trường và tham gia tập luyện chuyên sâu một môn thể thao (ví dụ đua thuyền, bóng đá và bơi lội). Chính sách này cũng đã được sử dụng cho các học sinh có tài năng về âm nhạc hay toán học.
Các câu lạc bộ thể thao được trợ cấp nhiều, đặc biệt với các môn thể thao có thể mang lại uy tín quốc tế. Ví dụ, các giải đấu hockey trên băng và bóng rổ mỗi giải chỉ gồm hai đội (ngoại trừ thể thao trường học và đại học). Bóng đá là môn thể thao được ưa chuộng nhất. Các câu lạc bộ bóng đá như Dynamo Dresden, 1. FC Magdeburg, FC Carl Zeiss Jena, 1. FC Lokomotive Leipzig và BFC Dynamo đã đạt một số thành công trên đấu trường châu lục. Nhiều cầu thủ bóng đá Đông Đức đã trở thành nhân tố không thể thiếu trong đội bóng quốc gia sau thống nhất, như Matthias Sammer và Ulf Kirsten. Các môn thể thao khác cũng được nhiều người ưa chuộng như trượt băng, đặc biệt bởi nhân vật như Katharina Witt.
Người Đông Đức nhiệt thành ủng hộ các vận động viên của mình giành thắng lợi trong các cuộc thi đấu quốc tế vì các tình cảm yêu nước như tại các quốc gia khác, và không nghi ngờ rằng điều này góp một phần vào thành công mà đất nước có được. Tuy nhiên, như với nhiều quốc gia cộng sản khác, một nhận thức rộng rãi cho rằng sự thành công thể thao trên trường quốc tế sẽ quảng bá cho hệ thống kinh tế và chính trị của họ ra khắp thế giới. Trong trường hợp đặc biệt của Đông Đức, là nửa nhỏ của nước Đức bị chia rẽ bởi cuộc Chiến tranh Lạnh, thành công đặc biệt của Đông Đức được coi là nguồn khích lệ cho Cộng hoà Dân chủ Đức trên trường quốc tế như một nhà nước riêng biệt.

### Tem và sưu tầm tem

Tem phát hành năm 1956 của Đông Đức.

Các nước Cộng sản đặt nặng tầm quan trọng cho việc sưu tầm tem và Cộng hoà Dân chủ Đức là một trong số các quốc gia in ra nhiều con tem đẹp. Tuy nhiên, giá trị sưu tầm của chúng thỉnh thoảng bị đặt nghi vấn ở phương Tây bởi hầu hết các con tem Cộng hoà Dân chủ Đức thường là một phần của một loạt 3 tới bốn con tem và một trong số chúng rất khó để được tìm thấy và vì thế có giá trị rất cao trên thị trường sưu tầm.

### Vô tuyến truyền hình và radio
Vô tuyến và radio tại Đông Đức thuộc sự quản lý nhà nước. Rundfunk der DDR là cơ quan truyền tin radio chính thức từ năm 1952 tới năm thống nhất nước Đức. Tổ chức này có trụ sở tại Funkhaus Nalepastraße ở Đông Đức. Deutscher Fernsehfunk (DFF), từ 1972–1990 được gọi là Fernsehen der DDR hay DDR-FS, từng là cơ quan truyền hình nhà nước từ năm 1952.

## Viễn thông
Tới giữa thập niên 1980, Đông Đức sở hữu một hệ thống viễn thông phát triển. Có xấp xỉ 3.6 triệu điện thoại được sử dụng (21.8 trên mỗi 100 dân), và 16.476 trạm telex. Cả hai mạng này đều do Deutsche Post der DDR (Bưu điện Đông Đức) điều hành.
Đông Đức có mã điện thoại quốc gia là 37; năm 1991, nhiều tháng sau khi thống nhất, dịch vụ điện thoại Đông Đức được sáp nhập vào mã quốc gia 49.
Như một đặc điểm thường thấy của mạng điện thoại trong hầu hết các trường hợp, quay số trực tiếp để gọi đường dài không thể thực hiện. Dù mã vùng được cấp cho mọi thành phố và thị trấn lớn, họ chỉ sử dụng các tổng đài viễn thông quốc tế tự động. Thay vào đó, mỗi địa điểm có danh sách mã gọi riêng của mình - với các mã ngắn hơn cho các cuộc gọi nội địa, và mã dài hơn cho gọi đường dài. Điều này bởi các cuộc gọi được chuyển theo mạng nhánh. Sau sự thống nhất nước Đức, mạng sẵn có hầu như bị thay thế, và các mã vùng và cách quay được tiêu chuẩn hoá.
Năm 1976 Đông Đức khai trương trạm radio mặt đất ở Fürstenwalde để chuyển tiếp và nhận tín hiệu từ các vệ tinh Liên Xô, và hoạt động như một thành phần của tổ chức viễn thông quốc tế do chính phủ Liên Xô lập ra, Intersputnik.